# 湯ノ峠温泉
湯ノ峠温泉（ゆのとうおんせん）は、山口県山陽小野田市（旧国長門国）にあった温泉。

## 泉質
なし

## 周辺環境
JR美祢線の湯ノ峠駅付近にある岡田旅館にて入浴が可能であった。同旅館は日本温泉遺産を守る会により温泉遺産（源泉かけ流し風呂）に認定されていたが、2019年現在、同旅館は閉業しているため入浴施設はない。近隣に湯ノ峠湧水の取水場所がある。

## アクセス
- 鉄道：美祢線湯ノ峠駅で下車。
- バス：船木鉄道厚狭北部便湯の峠駅停留所で下車。または、船木鉄道美祢厚狭線柳瀬停留所で下車